# 静岡市立由比北小学校
静岡市立由比北小学校（しずおかしりつ ゆいきたしょうがっこう）は、静岡県静岡市清水区由比入山にある公立小学校。

## 沿革
- 1874年（明治7年）12月 - 阿僧・入山・東山寺村の学区に「学染舎」（常円寺）を創立[1]。
- 1887年（明治20年）3月 - 「由比尋常小学校」の分校となる[1]。
- 1892年（明治25年） - 入山・東山寺区が「入山尋常小学校」として独立[1]。
- 1935年（昭和10年）
  - 7月 - 校旗制定[1]。
  - 12月 - 校歌制定[1]。
- 1941年（昭和16年）4月 - 「庵原郡由比町立入山国民学校」と改称する[1]。
- 1947年（昭和22年）4月 - 新学制実施に伴い、「庵原郡由比町入山小学校」と改称する[1]。
- 1950年（昭和25年）4月 - 「庵原郡由比町立北小学校」と改称する[1]。
- 1974年（昭和49年）2月 - 創立100周年記念式典挙行、記念石設置[1]。
- 2008年（平成20年）11月1日 - 静岡市との合併に伴い、「静岡市立由比北小学校」へと改名[1]。

## 通学区域
清水区

| - 由比入山 | - 由比東山寺（1205番地以降） |